# ТЕС Харіпур (NEPC)
23°41′11″ пн. ш. 90°31′41″ сх. д. / 23.68639° пн. ш. 90.52806° сх. д.
ТЕС Харіпур (NEPC) — теплова електростанція на південно-східній околиці Дакка, особливістю якої стало розташування генеруючого обладнання на баржах.
Проєкт, який розпочав роботу в 1999 році, реалізували через компанію New England Power Company (NEPC), учасниками якої були El Paso Energy International, Ogden Energy Group та фінський виробник генераторних установок на основі двигунів внутрішнього згоряння Wärtsilä.
На баржі змонтували вісім установок Wartsila 18V46GD потужністю по 16,3 МВт (номінальна потужність ТЕС рахується як 110 МВт) з генераторами ABB AMG 1600. Після цього баржу відвели в район Дакки та встановили у річці Шіталашк'я (Sitalakhya, рукав Брахмапутри, який приєднується до річки Дхалешварі неподалік від впадіння останньої у Мегхну) на місці, де попередньо провели днопоглиблювальні роботи.
У відповідності до звіту за 2018/2019 рік державної компанії BPDB, яка опікується електроенергетичною системою Бангладеш, плавуча станція від NEPC працює на нафтопродуктах. Втім, за своїми технічними характеристиками її генераторні установки здатні споживати природний газ (надходить до Харіпуру по трубопроводах Тітас — Дакка та Бахрабад – Дакка).
Видача продукції відбувалась по ЛЕП, розрахованій на роботу під напругою 132 кВ.
Можливо відзначити, що неподалік від майданчику NEPC працюють ТЕС Харіпур компанії EGCB, ТЕС Харіпур компанії BPDB та ТЕС Харіпур від Pendekar Energy.